# 国有企业改制
国有企业改制是中國對其国有企业進行的一項改革，以调整生产关系，适应生产力的发展水平，同时建立一个现代企业制度。

## 含义
国有企业改制包含三种含义：一是改变企业形态，即改变规范企业资本组织关系、治理结构的企业法律形式；二是改变企业股权结构，即引进新股东或改变企业股权比例；三是包括了企业内部制度的广泛变革，如改变劳动用工制度等。企业购并是国有企业改制的主要方式。
同时，国有企业的改制一直遵循两个前提：一是，坚持凡是不属于国家安全和国家经济命脉的企业，改革的方向是非国有化；二是，坚持国有产权治理结构要因地制宜实行多元化组织改造。